# 최준 (1884년)
최준(崔浚, 1884년 7월 27일 ~ 1970년 10월 13일)은 대한민국의 독립운동가이자 기업인, 사회운동가, 교육인이다. 호는 문파(汶坡). 본관은 경주, 경상북도 경주 출신이다. 노블레스 오블리주 주의를 실천한 것으로 유명한 '경주 최부잣집' 12대로 마지막 '최부자'로 알려져 있다.
전 재산을 독립운동과 교육 사업에 투자했고, 일제강점기때 백산무역주식회사 사장으로 활동. 일제의 혹독한 감시 속에서도 희망의 끈을 놓지 않고, 상해임시정부 등 많은 독립운동 단체에 막대한 자금을 지원했다. 영남대학교의 전신인 민립 (구)대구대학의 설립자이다.

## 생애
경주 지방의 300년 만석꾼 최현식의 장남으로 10대 시절부터 경주 최부자집을 방문한 최익현, 신돌석, 최시형, 손병희 등의 영향을 받아 항일 독립 정신을 갖게 되었다. 경주 지방의 대지주(大地主)로서 조선국권회복단(朝鮮國權恢復團)과 대동청년단, 대한광복회(大韓光復會)에 관계하면서 거액의 자금을 제공함으로써 독립운동단체의 활동을 지원했다. 대한광복회의 1915년 12월 24일 경주 광명리 세금우편마차 습격사건에서 정보제공, 탈취자금 보관 등의 임무를 수행했다. 특히 대한광복회 총사령인 박상진(朴尙鎭)과는 사촌 처남의 관계로 자신의 재력을 바탕으로 대한광복회의 재무(財務)를 맡기도 했다. 대한광복회 사건으로 일제에 체포되기도 했던 그는 3·1 운동 이후 상해(上海)에 대한민국 임시정부가 수립되자 거액의 자금을 송달했다.
그가 송달한 자금의 액수가 얼마만큼 이었는지 구체적으로 알 수는 없으나 그의 전재산을 개인담보로 하여 운영하던 백산무역주식회사(白山貿易株式會社)가 1백30만엔의 부채를 지고 파산될 만큼 거액이었다고 한다.
1918년 봄 인촌 김성수는 경상북도 경주를 찾아 최부잣집의 후손 최준을 방문했다. 김성수가 최준을 찾은 것은 경성방직과 후에 세우게 될 동아일보에 지방의 유력 인사들의 참여를 권유하기 위함이었다. 김성수가 경북 경주를 다녀간 지 1년 후 1919년 10월 경성방직이 설립되었고, 최준은 김성수의 제안을 받아들여 경성방직의 창립 발기인의 한 사람이 되었으며, 동아일보의 창립주주로도 참여한다.
손병희 선생은 최준에게 3.1운동을 앞두고 보성학원을 인수할 것을 제안했으나 당시 최준은 일제의 감시를 피해 해외 독립운동단체에 안정적인 자금 송달하고자 백산무역주식회사 설립에 몰두하고 있었다. 그래서 그 제안을 받아들이지 못하고 손병희 선생에게 인촌 김성수를 소개했다고 한다. 최준의 집안, 즉 경주 최부자댁은 수백년 동안 지역의 향교와 서원들의 최대 후원자였고, 집안에서 서당도 여러 개를 운영하고 있었다. 최근에 발굴된 자료를 보면 그가 경주 월성초등학교의 전신인 사립 월성여학교를 1911년에 설립한 설립자임을 알 수 있다. 사립 월성여학교는 당시 초등교육을 받지 못하던 여자들을 위한 학교로써 그가 경영하던 백산무역주식회사가 파산한 1927년에 공립으로 전환된 것으로 보인다.
최준과 관계된 독립운동가들의 면면을 보면 최준의 장인 김정섭과 그의 동생 김이섭, 김응섭을 비롯하여, 사촌 자형 박상진 대한광복회 총사령, 백산무역을 함께 운영한 백산 안희제 선생, 사이토 총독을 암살하려 한 강우규 의사, 일본 왕궁 앞 니주바시(二重橋)에 폭탄을 던진 의열단원 김지섭, 저항시인 이육사, 다물단을 만든 임시정부 법무차장 남형우, 임시정부 재무차장 윤현진 등 셀 수 없이 많다. 저항시인 이육사에게 가장 큰 영향을 끼친 외삼촌이자 독립운동가 허규 선생과는 해방 후 대구의 아양음사를 만들어 함께 활동했다.
나중에 영남대학교 출범으로 박정희 대통령과는 악연이 되었지만, 최준은 그의 형 독립운동가 박상희에게 독립운동 자금을 지원하기도 했다. 박상희의 딸이자 김종필 국무총리의 부인 박영옥 여사에 따르면 독립운동을 하던 아버지가 어느 날 저녁 "부자들이 독립자금을 달라고 하면 3분의 1도 주지 않는데, 경주 최부자는 달라는 액수보다 훨씬 많은 금액을 주었다."라고 했다고 한다. 한편 그는 1921년 9월 태평양회의(太平洋會議)에 보내기로 한 청원서에 경주대표로 서명하기도 했다.
조선후기 300년 동안 굶주린 사람들을 구휼하던 경주 최부자댁의 마지막 부자로서 일제에 나라를 빼앗기자 백산무역주식회사를 통해 모든 재산을 독립운동을 지원하는 데 송금하고 만석꾼 부자의 끝맺음을 했던 인물이다.
해방 후, 일제의 신탁관리하에 있던 만석꾼 재산의 3분의 1이 되찾아지는데 그는 이것을 두차례에 걸쳐 교육사업으로 모두 사회에 환원한다.
첫째로, 1947년 영남 주요 가문들을 참여시켜 나중에 영남대학교가 된 민립 (구)대구대학을 설립하고 대표 설립자가 된다.
둘째로, 6.25동란 중에는 서울에서 경주로 피난 온 교수와 학생들을 위해 초급대학인 계림학숙을 설립한다. 계림학숙은 현재 영남학원재단의 영남이공대학교의 전신이다.
이때 남은 모든 재산과 집, 선산, 심지어 그의 뜻에 따르는 경주 교동의 친척 일가들의 집까지 모두 사회 환원된다. 그는 거의 아무것도 남기지 않고 수백년간 전해 온 집안의 보물급 희귀장서 약 9000권까지 전부 학교 재단에 기부했다.
그만큼 큰 부자가 하나도 남기지 않고 수백년 물려 온 모든 재산을, 심지어 친척들이 모두 뜻을 합하여 사회환원한 역사는 세계적으로도 다른 사례를 찾아보기 힘들다.
당시엔 대부분 사립대학이 부정입학 등 온갖 부정이 만연했었는데, 최준은 어떤 부정도 없이 아주 모범적으로 대학을 운영하고 있었다. 그러나 5.16이후 최고회의는 대학정비령을 만들어 요건을 턱없이 강화하여 사립대학들을 궁지에 몰아 놓고 압박했다.
이런 압박 속에 이은상을 비롯한 청구대학 이사들은 이후락 비서실장을 통해 박정희에게 대학을 갖다 바친다.
(구)대구대학의 경우, 최준은 대학을 운영하는 데는 문제가 없었지만 더 좋은 대학으로 발전시킬 여력을 갖고 있지는 않았다. 이때, (구)대구대학의 교수 출신으로 삼성의 사장단의 한명이었던 신현확이 삼성의 (구)대구대 인수 계획을 세우고 접근해 오게 된다.
1964년 삼성 이병철 회장이 민립 (구)대구대학을 운영하려고 경주 최부자댁을 방문하여 최준에게 "한강 이남에서 최고의 대학으로 만들겠다."고 진심으로 약속하자, 최준은 최고의 대학으로 만들어 달라며 아무 대가없이 운영권을 넘겼다.
하지만 1966년 삼성이 저지른 사카린 밀수 사건이 터지자 위기에 몰린 이병철 회장에게 이후락 당시 대통령 비서실장은 '성균관대학을 운영하도록 해 줄테니 민립 (구)대구대학을 내 놓으라'고 한다. 이병철 회장은 최준에게 알리지도 않은 채 이에 동의한다. 이것이 오늘날, 박근혜의 영남대학교와 삼성의 성균관대학교가 된 계기이다.

## 사후
1983년에 대한민국 정부에서 대통령표창을 추서하였고, 1990년 건국훈장 애족장을 추서하였다.

## 가족
전 재산을 사회 환원한 최부자댁 종손은 최염으로 현재 서울에 살고 있다.
성균관 고문이기도 한 그는 영남대학교 재경동창회장을 맡아 영남학술진흥재단을 출범시켜 400억 이상의 자금을 영남대학교에 지원되게 했다.

## 같이 보기
- 백산상회
- 대구대학 (1947년)
- 김성수
- 백산상회
- 박상진
- 대한광복단
- 경주 최부잣집
- 경주최씨